# وريدة مداد
وريــدة مداد (1938 - 1957) من شهيدات حرب التحرير الجزائرية مولودة بقرية تيغرين ولاية تيزي وزو في الجزائر.

## حياتها
اتمت دراستها الابتدائية ونالت شهادتها الابتدائية باللغة الوطنية في مدرسة الصباح الإسلامية بالجزائر.
في عام 1957 دخل إلى منزل أسرتها الشهيد: ذبيح الشريف برفقة مجاهدين آخرين، فطلبت منهم السماح لها بالعمل معهم في صفوف جبهة التحرير الوطني.
بعد أربعة أيام من هذا اللقاء التحقت بالجبهة، حيث عملت فدائية في الجزائر العاصمة فأرعبت الجنود الفرنسيين. –
استشهدت يوم 2 أغسطس 1957 بعد أن عذبت ورميت من شرفة عمارة.
نفت لويزة بودارن أنها انتحرت لتنفي تصريحات المجاهد ياسف سعدي الذي قال أنها إنتحرت مثلها مثل وريدة مداد والعربي بن مهيدي.
بعد الاستقلال سميت بإسمها العديد من الشوارع والمدارس في شتى ربوع الجزائر